# Golfo Termaico

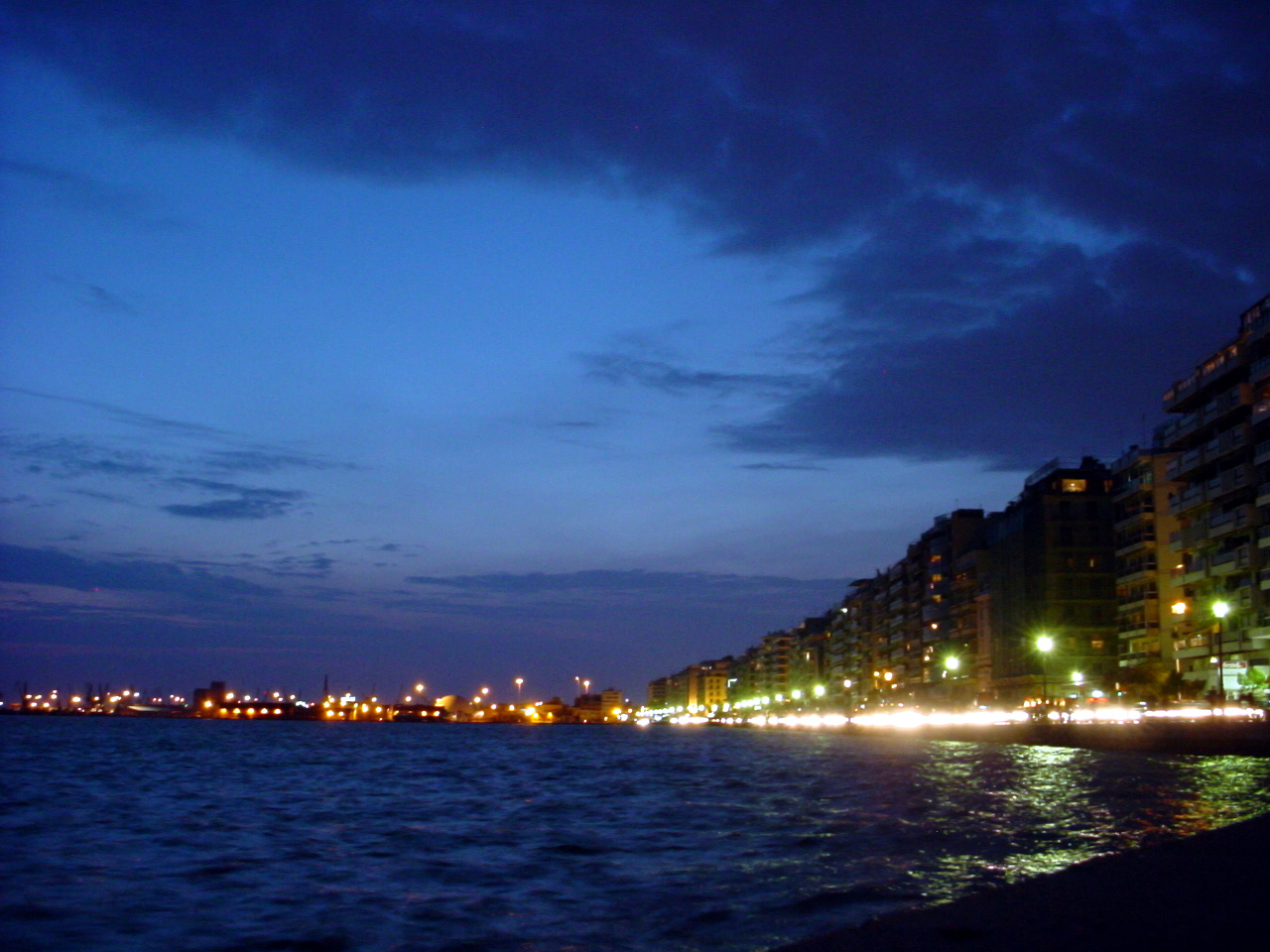
Golfo Térmico ou de Salonica

O golfo Termaico (em grego: Θερμαϊκός κόλπος; romaniz.: Thermaikós kólpos), também chamado golfo de Salonica, por ter a cidade grega de Salonicana sua extremidade interior, é um golfo situado no noroeste do mar Egeu, entre as periferias da Grécia da Macedônia Central, a norte e leste e da Tessália, a sul. Tem um comprimento de cerca de 100 quilómetros e uma largura de 5 quilómetros, perto de Salonica, e de cerca de 50 quilômetros na sua abertura. Recebeu a designação de Termaico por situar-se próximo à antiga cidade macedónia de Terme.